# Omorgus principalis
Omorgus principalis is een keversoort uit de familie beenderknagers (Trogidae). De wetenschappelijke naam van de soort is voor het eerst geldig gepubliceerd in 1954 door Haaf.